# Martin A. Klaus
Martin A. Klaus (* 1938 in Bernau am Chiemsee) ist ein deutscher Journalist und Schriftsteller.

## Leben
Nach dem Studium der Kommunikationswissenschaft in München begann Klaus seine Arbeit als Redakteur bei der Süddeutschen Zeitung, für die er 18 Jahre die Lokalredaktion in Dachau leitete.
In dieser Zeit befasste er intensiv mit lokalen Figuren wie dem Räuber Mathias Kneißl und dem Schriftsteller Ludwig Thoma. Er verfasste Biografien über beide, überregionale Bekanntheit erlangte er mit seinem Buch Ludwig Thoma – ein erdichtetes Leben, das sich intensiv mit den Spuren von Thomas wirklichem Schicksal in seinen Werken auseinandersetzt. Daneben verfasste Klaus auch Wanderbücher und zwei Theaterstücke (auf bairisch).

## Werke
- Der Räuber Kneißl oder Leben, Tod und Erhöhung des Schachermüller-Hiasl: ein bayerischer Sündenfall. Buchendorfer Verlag, München 2000, ISBN 3-934036-14-7.
- Der Fall Mathias Kneissl. Süddeutsche Zeitung, München 2008, ISBN 978-3-86615-695-1.
- Jennerwein und der schöne Toni: 16 Wanderungen auf den Spuren bayerischer Wildschützen und Jäger. Süddeutsche Zeitung, München 2008, ISBN 978-3-86615-626-5.
- Unterwegs im Bayerischen Wald: 16 Familienwanderungen zu faszinierenden Naturschauplätzen. Süddeutsche Zeitung, München 2013, ISBN 978-3-86497-100-6.
- Ludwig Thoma: Ein erdichtetes Leben. dtv, München 2016, ISBN 978-3-423-43075-3.